# Immanuel Munk
Immanuel Munk (Poznań, 30 maggio 1852 – Berlino, 1º  agosto 1903) è stato un fisiologo tedesco.

## Biografia
Era il fratello minore del fisiologo Hermann Munk (1839-1912), ha studiato medicina presso le università di Berlino, Breslavia e di Strasburgo, ottenendo il dottorato nel 1873 con la tesi Versuche über die Wirkung des Kryptopins. A Berlino, le sue influenze includevano il farmacologo Oscar Liebreich e il chimico Ernst Leopold Salkowski. Nel 1883 inizia a lavorare come docente di fisiologia e biochimica, e dal 1895, è stato professore della Facoltà di Medicina di Berlino. Nel 1899 ha raggiunto una cattedra completa.
La sua ricerca ha affrontato le questioni relative alla nutrizione, il metabolismo, le secrezioni delle vie urinarie e l'assorbimento/formazione di grasso del tessuto adiposo. I suoi lavori scientifici sono apparsi principalmente in "Virchows Archiv", "Pflüger Archiv" e nella divisione fisiologica del "Archiv für Anatomie und Physiologie". Nel 1897 divenne redattore del periodico Centralblatt für Physiologie.

## Pubblicazioni principali
- Physiologie des Menschen und der Säugethiere : Lehrbuch für Studirende und aerzte, 1881.[3]
- Die Ernährung des gesunden und kranken Menschen : Handbuch der Diätetik für Arzte, Verwaltungsbeamte und Vorsteher von Heil- und Pflege-Anstalten, 1887.[1]
- Einzelernährung und Massenernährung, 1893.[2]